# Taczanowskia mirabilis
Taczanowskia mirabilis là một loài nhện trong họ Araneidae.
Loài này thuộc chi Taczanowskia. Taczanowskia mirabilis được Eugène Simon miêu tả năm 1897.